# Farinole
Pour les articles homonymes, voir Farinole (homonymie).
Farinole est une commune française située dans la circonscription départementale de la Haute-Corse et le territoire de la collectivité de Corse. Le village appartient à l'ancienne piève de Patrimonio, dans le Nebbio.
Ses habitants sont appelés les Farinolais et les Farinolaises.

## Géographie

### Situation
Farinole se situe à l'extrémité septentrionale du Nebbio. Elle se trouve à la base du Cap Corse dont elle ne fait pas partie, bien qu'elle en constitue la « porte d'entrée » occidentale depuis Saint-Florent.

« Entre la plage de Negro et Farinole se trouve l'endroit appelé "Fossa d'Arco". C'est là, suivant la division adoptée par les modernes, que le Cap-Corse se termine sur la côte extérieure. [...] Presque au pied de la chaîne se trouve Farinole qui comprend onze hameaux ; ce village est une bonne escale pour la pêche, avec un ruisseau, et produit d'excellents vins. »

— Mgr Agostino Giustiniani in Description de la Corse - Traduction de l'abbé Letteron in Histoire de la Corse Tome I - Bastia Imprimerie et librairie Ollagnier - 1890. p. 6 et 11.
La commune appartient également à l'extrémité nord du Nebbio, avec lequel elle entretient pour des raisons historiques des rapports privilégiés. La commune fait d'ailleurs partie du canton de la Conca-d'Oro, avec les villages du Nebbiu de Barbaggio, Patrimonio et St Florent, et, jusqu'au XVIIIe siècle, il n'était également pas rare de voir dans divers actes notariés, le nom de la commune de Farinole indiqué comme Farinole di Nebbio.
Communes limitrophes

### Géologie et relief

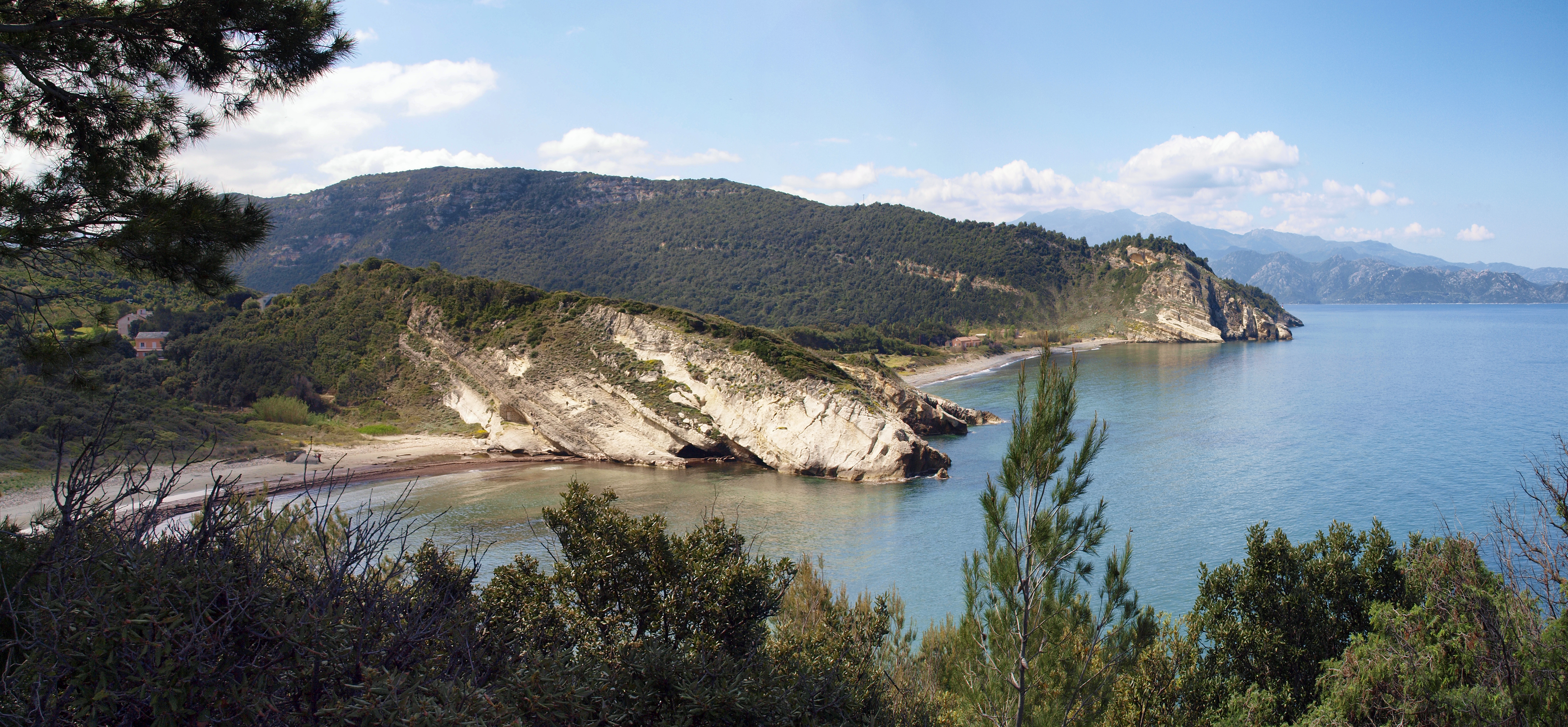
Secteur sud du littoral communal.

Farinole occupe une des alvéoles de la partie occidentale du Cap Corse. Il s'agit du bassin versant du ruisseau de Farinole qui, dans la partie haute de son cours, s'appelle le "ruisseau de Pianellu". Cette vallée ouverte sur le golfe de Saint-Florent à l'ouest, est adossée à la Serra, une chaîne de montagnes aux crêtes effilées où la « dorsale » du Cap Corse, est orientée dans un axe nord-sud.
Le sol est principalement composé de schiste, une roche qui s'altère facilement. On y trouve à l'opposé, des ophiolites, roches magmatiques dures nommées péridotites, le plus souvent transformées en serpentinites (teintées en vert par l'olivine), donnant au relief des paysages aigus et abrupts. C'est certainement l'explication des nombreuses coulées de boue qui se sont produites sur la commune lors d'orages les 28 octobre 1985, 31 octobre 1993, 4 novembre 1994, consécutives à de fortes précipitations.
Au sud-ouest du hameau de Sparagaggio, se trouve une zone collinaire composée de formations de calcaires bioclastiques et récifaux, identiques à celle de Saint-Florent.
La façade littorale

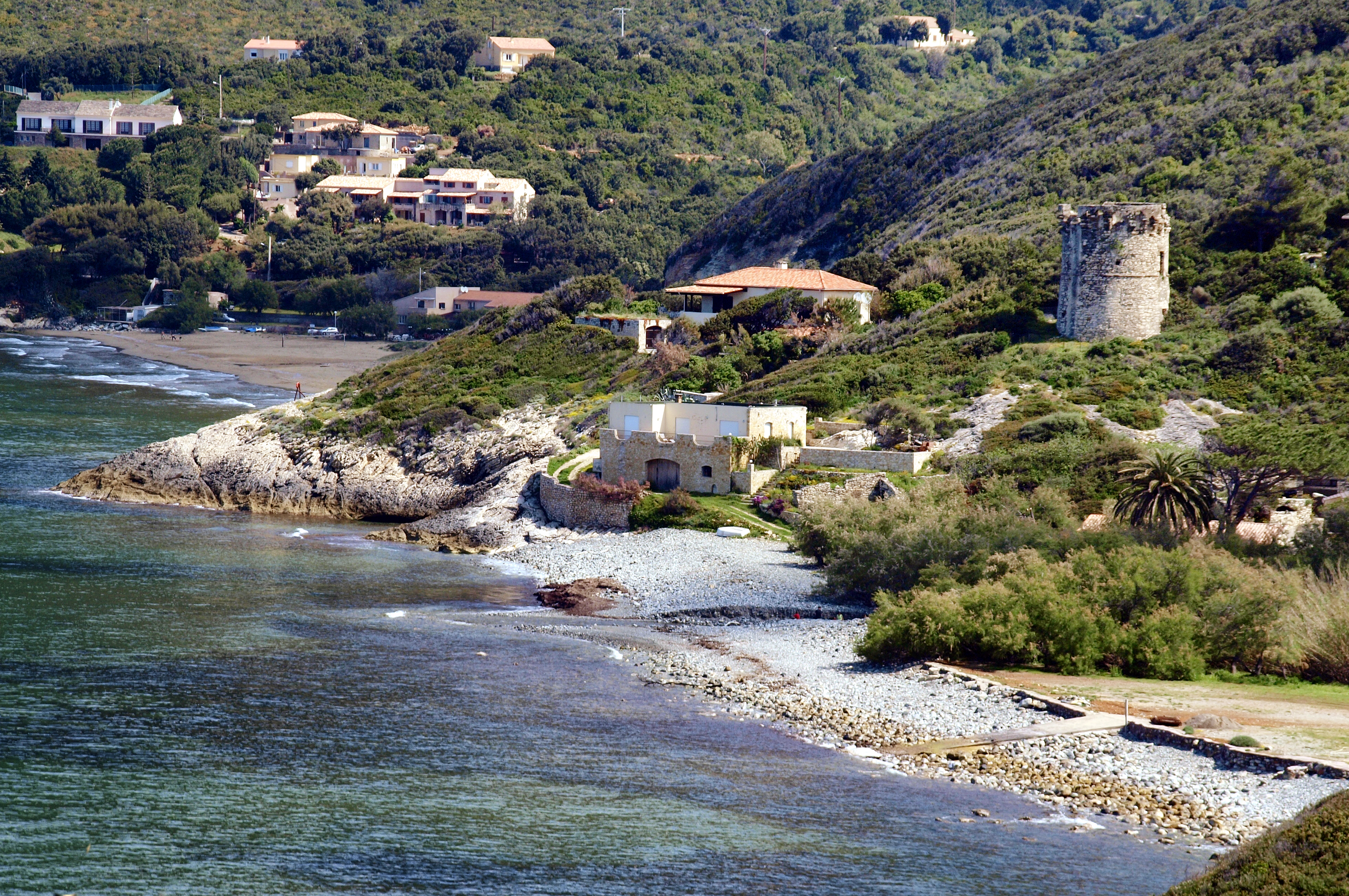
La plage de sable et la Marine de Farinole et la tour génoise.

Farinole possède une façade littorale comprise entre l'embouchure du ruisseau de Pianu au nord et celui du fium' Albino au sud. Cette partie de la côte du Cap Corse avec, en son milieu la pointe déchiquetée de Grotta di u Banditu et au nord le Scogliu di Farinole, n'offre aucun abri pour des navires et aux plaisanciers.
La côte comporte plusieurs plages, une plage de galets face à la tour génoise, et deux autres plages de sable, celle au sud inaccessible autrement que par la mer, et celle de la Marine de Farinole, la plus grande au nord.

### Climat et végétation
Son territoire ne comporte pas de forêt, les arbres étant à chaque fois détruits par de fréquents incendies, attisés par les vents d'ouest dominants venant de la mer. Il est couvert en grande partie d'un maquis, épais et impénétrable dans le fond des talwegs. Sur le rivage, aux abords des embouchures des petits cours d'eau, poussent de nombreux tamaris.

### Hydrographie
Le principal cours d'eau est le ruisseau de Farinole qui a sa source sous la Bocca di San Leonardo (855 m) et porte le nom de ruisseau de Pianellu. Il a son embouchure à la Marine, dans le golfe de Saint-Florent. Ses principaux affluents sont le ruisseau d'Ernaiolo, le ruisseau de Panchelle et le ruisseau de Fiumicello.
Quant au Fium'Albino qui délimite la commune de Farinole de Patrimonio, il emprunte en partie le territoire communal sur un kilomètre environ, avant de finir dans son embouchure sur le golfe de Saint-Florent.

### Voies de communication et transports

#### Accès routiers

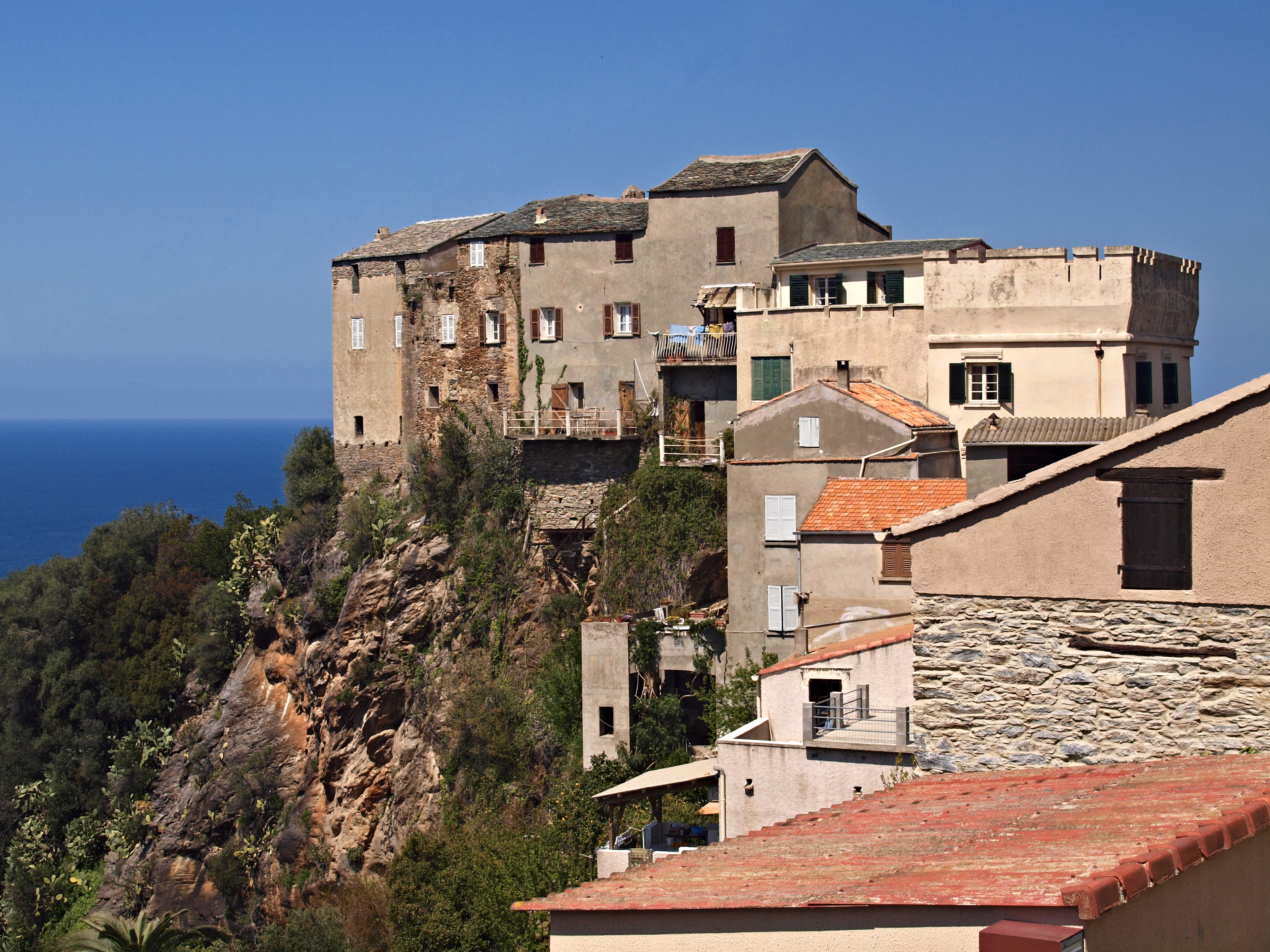
Maisons à Sparagaggio.

Le littoral de Farinole est traversé par la D 80 (ancienne route nationale 198 de Saint-Florent à Bonifacio comme encore portée sur les cartes cadastrales de Géoportail), route faisant le tour complet du Cap Corse. Quant au village qui se situe à l'intérieur des terres, il est desservi par la D 333 (successivement nommée chemin vicinal ordinaire de Nonza à Farinole, Brocolacce à Sparagaggio, de Farinole à Patrimonio sur le cadastre) venant de Patrimonio et dont l'intersection au nord avec la D 80 se situe en limite de la commune d'Olmeta-di-Capocorso.

#### Transports
Farinole est distant par la route, de 22 km par la D 80 coté Est du Cap, du port de commerce de Bastia, de 20 km de la gare des CFC de Bastia et de 36 km de l'aéroport de Bastia Poretta.

## Urbanisme

### Typologie
Au 1er janvier 2024, Farinole est catégorisée commune rurale à habitat très dispersé, selon la nouvelle grille communale de densité à sept niveaux définie par l'Insee en 2022.
Elle est située hors unité urbaine. Par ailleurs la commune fait partie de l'aire d'attraction de Bastia, dont elle est une commune de la couronne,. Cette aire, qui regroupe 93 communes, est catégorisée dans les aires de 50 000 à moins de 200 000 habitants,.
La commune, bordée par la mer Méditerranée, est également une commune littorale au sens de la loi du 3 janvier 1986, dite loi littoral. Des dispositions spécifiques d’urbanisme s’y appliquent dès lors afin de préserver les espaces naturels, les sites, les paysages et l’équilibre écologique du littoral, tel le principe d'inconstructibilité, en dehors des espaces urbanisés, sur la bande littorale des 100 mètres, ou plus si le plan local d’urbanisme le prévoit.

### Occupation des sols
L'occupation des sols de la commune, telle qu'elle ressort de la base de données européenne d’occupation biophysique des sols Corine Land Cover (CLC), est marquée par l'importance des forêts et milieux semi-naturels (87,9 % en 2018), néanmoins en diminution par rapport à 1990 (92,4 %). La répartition détaillée en 2018 est la suivante : 
milieux à végétation arbustive et/ou herbacée (44,9 %), espaces ouverts, sans ou avec peu de végétation (22,6 %), forêts (20,4 %), zones agricoles hétérogènes (7,5 %), cultures permanentes (3,5 %), prairies (0,9 %), eaux maritimes (0,2 %). L'évolution de l’occupation des sols de la commune et de ses infrastructures peut être observée sur les différentes représentations cartographiques du territoire : la carte de Cassini (XVIIIe siècle), la carte d'état-major (1820-1866) et les cartes ou photos aériennes de l'IGN pour la période actuelle (1950 à aujourd'hui).

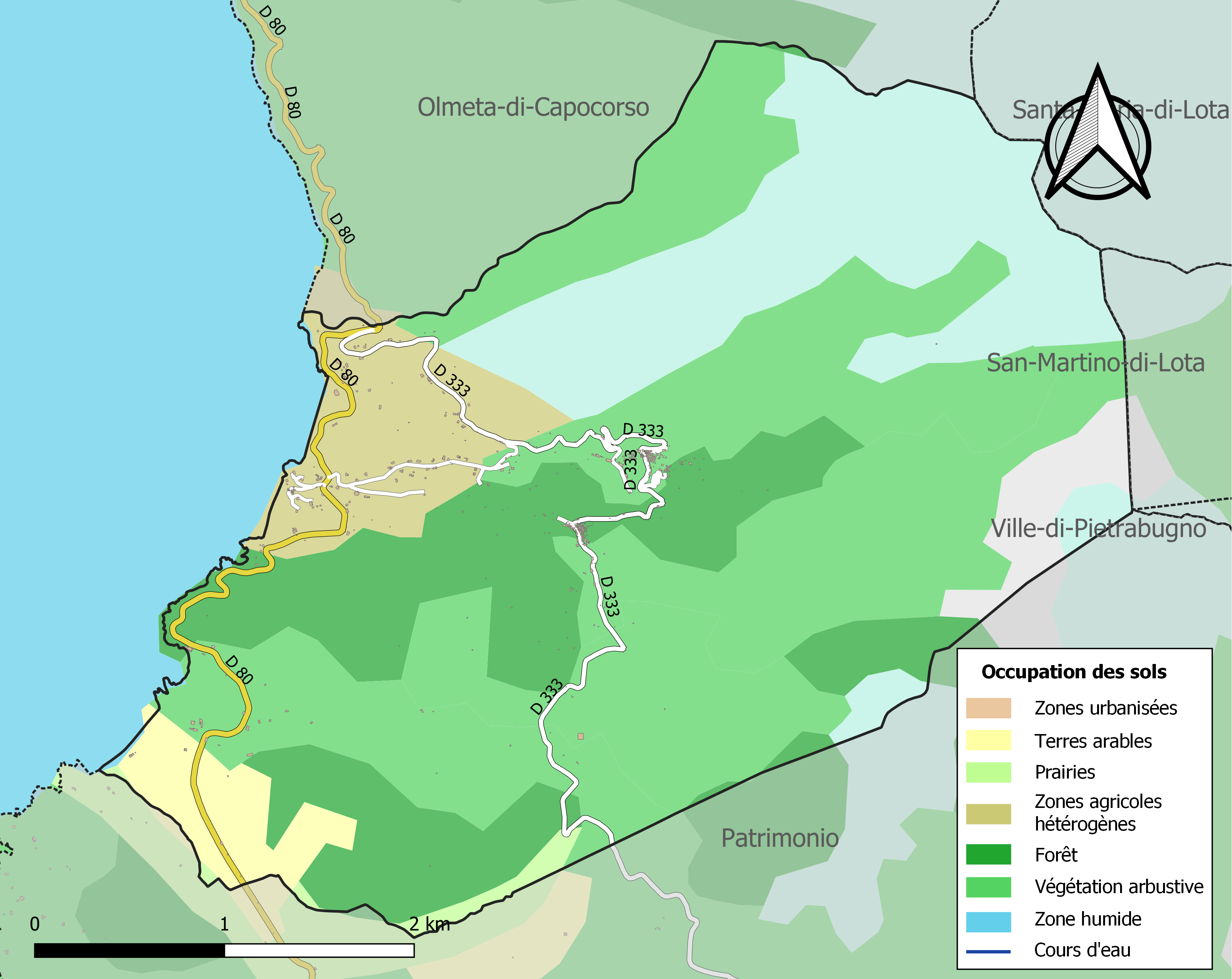
Carte des infrastructures et de l'occupation des sols de la commune en 2018 (CLC).
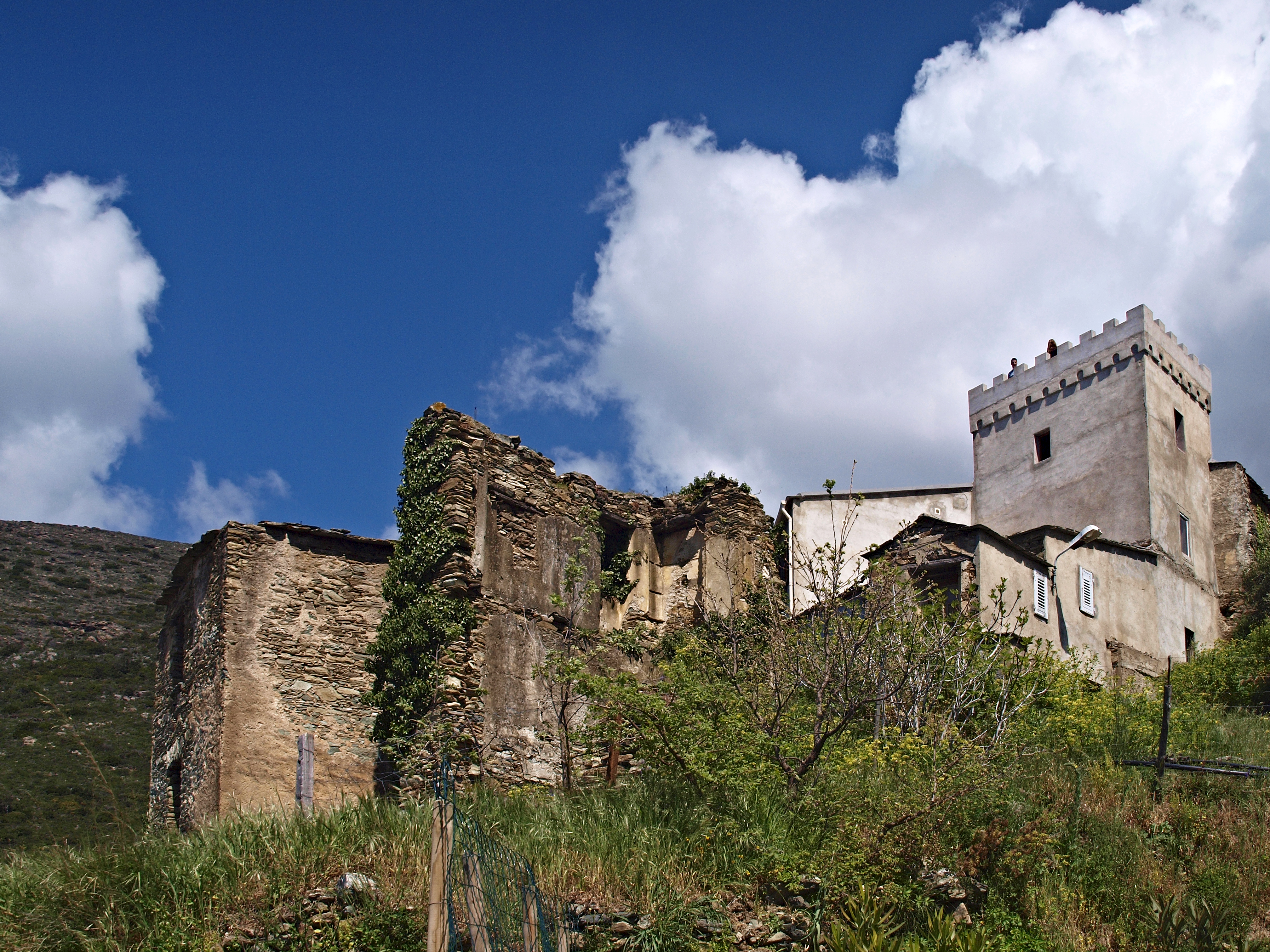
Hameau Poggio à l'écart du village .

### Sparagaggio

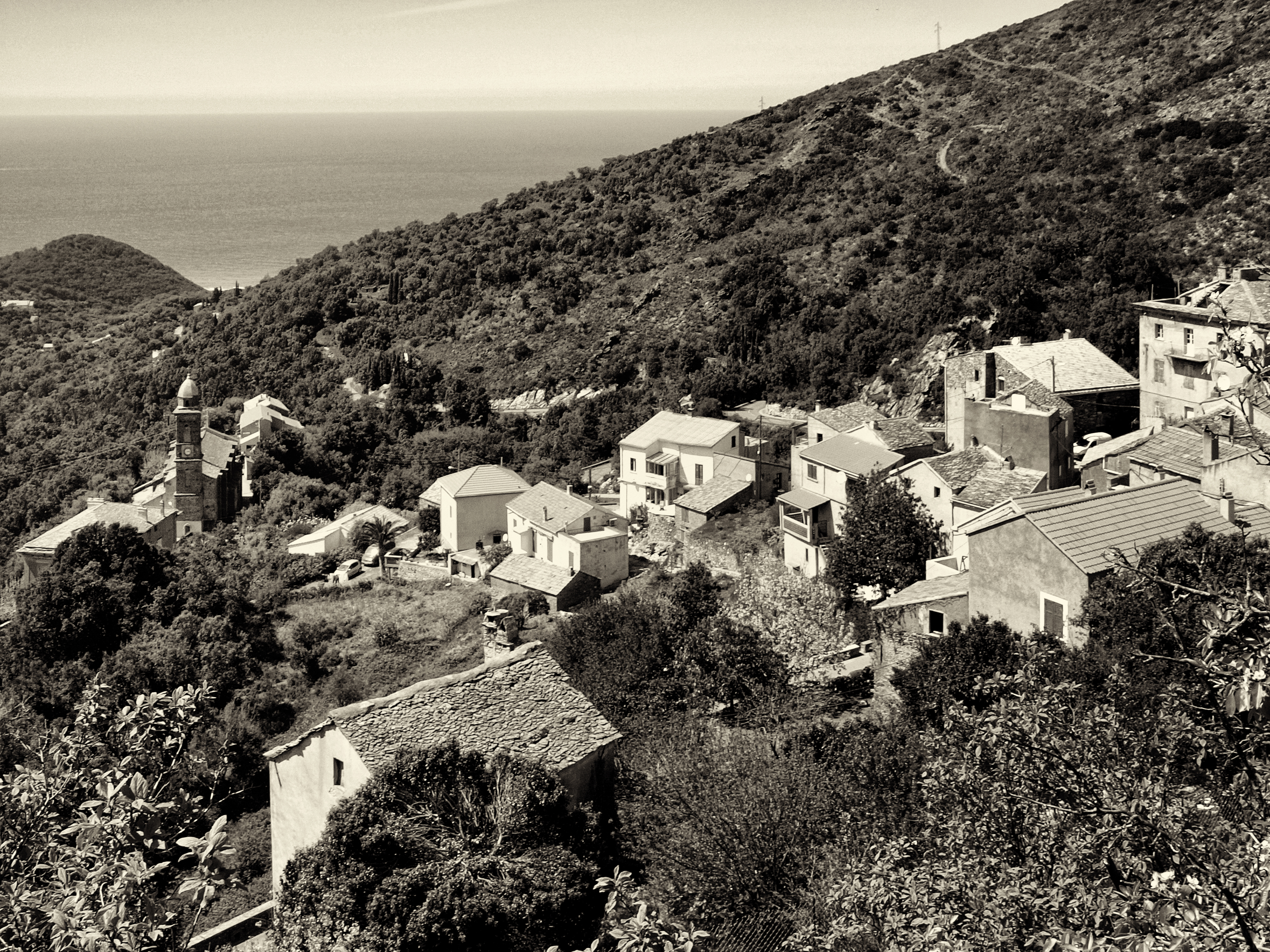
Bracolaccia, le centre de la commune.

Sparagaggio (Sparagaghju) était un village, comme décrit sur les cartes cadastrales. Il fut construit au Moyen Âge sur un éperon rocheux, en face de Bracolaccia, le principal hameau.

### Bracolaccia
Bracolaccia (Bracolacce ou Bracculaccia), « hameau de Bracolacce » comme décrit sur les cartes cadastrales, est devenu le centre de la commune de Farinole. S'y trouve la mairie et l'église paroissiale Saint-Côme-et-Saint-Damien. C'est un village moyenâgeux, construit sur une arête rocheuse. Il s'étire depuis l'église paroissiale, isolée des habitations, à ses pieds, vers le hameau de Poggio qui le domine.
Il se situe à 5 minutes de la « Marine de Farinole ».

### Poggio
Le hameau de Poggio (Poghju) est le plus haut, construit à 223 m d'altitude. S'y trouve une ancienne tour de style pisane, restaurée  devenue une habitation.

### Pescatoja
Le hameau de Pescatoja se trouve au nord du littoral communal. De développement récent, il bénéficie de sa situation au nord de la belle plage de sable de la Marine de Farinole, fréquentée en période estivale autour de l'établissement L'Ambada qui est l'un des rares points d'accès à la mer sur cette partie de la côte.

### San Daniello
Le lieu-dit San Daniello se situe entre Bracolaccia et la Marine de Farinole, et est desservi par la route de San Daniello.

### Marine de Farinole
La Marine de Farinole avec sa remarquable tour génoise, se trouve au sud de sa plus grande plage.

## Toponymie
Le nom corse de la commune est Ferìngule [fɛˈriŋgulɛ]. Ses habitants sont les Feringulesi.

## Histoire

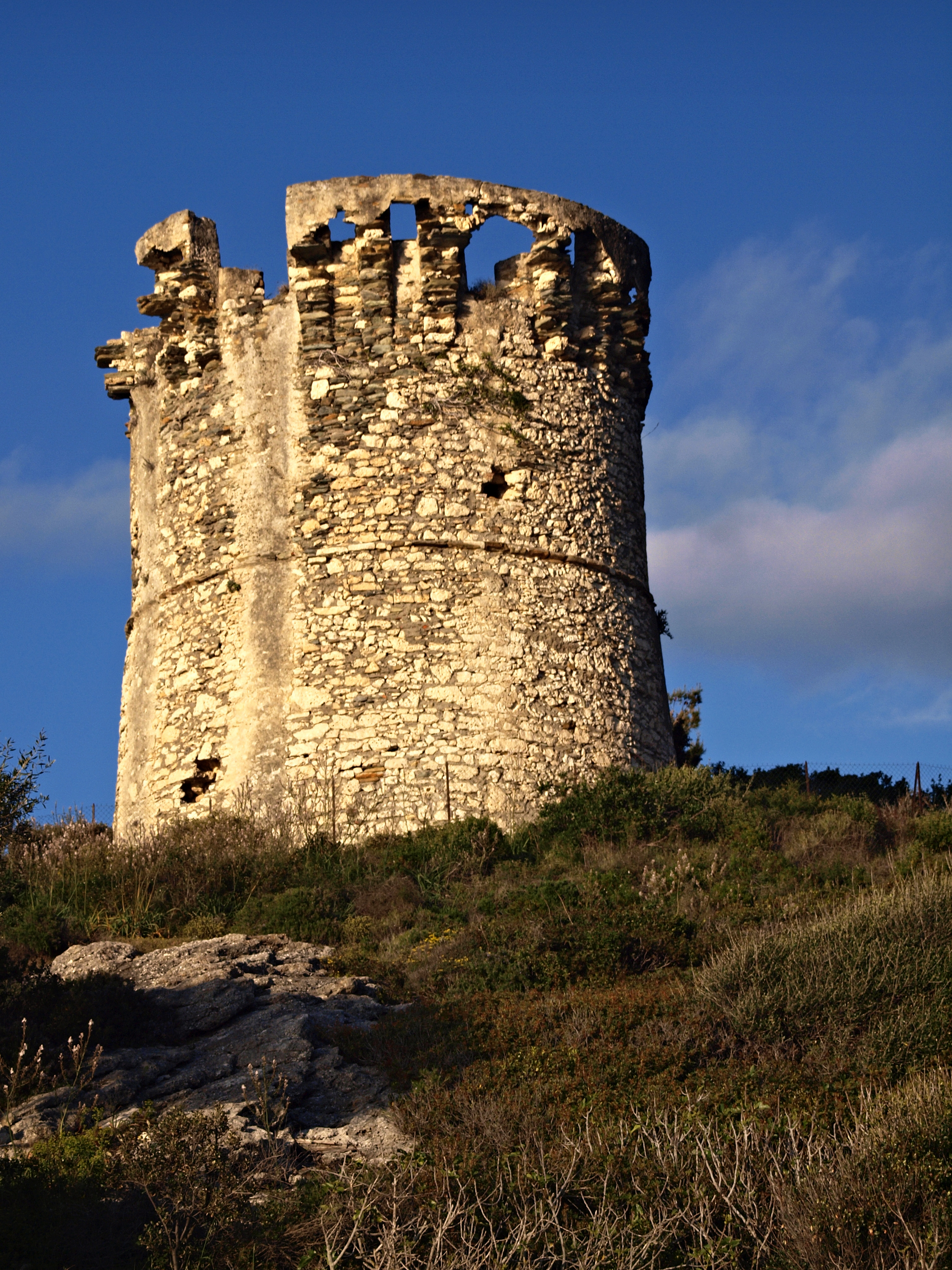
Tour génoise datée de 1562.

### Moyen Âge
Au Moyen Âge, Farinole faisait partie du fief de Nonza qui avant 1109 ne comprenait que Nonza et Olmeta-di-Capocorso mais qui, en 1198, contrôlait tout le Cap Corse sauf le Lota.
Les Avoragij dominaient Nonza et le pays environnant. Ils mirent à profit les conflits des seigneurs voisins pour arrondir leur seigneurie et augmenter leur puissance ; ils occupèrent la Pietra de Patrimonio avec toute cette vallée et s'emparèrent à deux reprises du château de Farinole, mais ils en furent toujours chassés par le comte Orlando qui, grâce à son courage, se fit seigneur du Nebbio.
- 1357-1358 - La révolte populaire conduit à la dédition à Gênes.
- 1362 - Gênes inféode la Corse. Tous les seigneurs restent soumis aux Génois, à l'exception d'Arrigo della Rocca qui, n'osant se fier à eux, passa en Espagne où il se plaignit à Alphonse, roi d'Aragon.

Arrigo Della Rocca, fils de Guglielmo descendant de Sinucello Della Rocca comte de Corse qui avait défendu la commune de Pise contre la France et avait reçu en récompense le titre de « Giudice », reçoit l'aide de l'Aragon. Il occupe Nonza mais est vite repoussé.
- 1370 - La République, ne voulant plus intervenir dans les affaires de la Corse car trop coûteuses, laissa à la Maona, une association de cinq gentilshommes génois, d'administrer l'île au nom de la république de Gênes.

« Ils arrivèrent tous en Corse avec le titre de gouverneurs et amenant avec eux mille soldats. Ils se mirent aussitôt en campagne et prirent le château de Nonza en laissant la vie sauve à la garnison catalane qui était au service du comte Arrigo. Les gouverneurs mirent dans ce château Luchino, l'un des seigneurs du pays, qui avait dû s'exiler. Les seigneurs de Canari et de Brando étaient déjà entrés, comme je l'ai dit, dans la famille des Gentili à Gênes et s'appelaient non plus Avogarij, mais de Gentili. Lorsque Luchino eut reçu Nonza, les gouverneurs allèrent occuper le château de Farinole qu'ils lui remirent également ; mais Luchino, laissant les gouverneurs étendre leurs conquêtes dans l'île, commença à se fortifier dans ces deux châteaux. »

— Giovanni della Grossa in Chronique, traduction de l'abbé Letteron in Histoire de la Corse Tome I - Bastia Imprimerie et librairie Ollagnier - 1890.
- 1372 - Le comte Arrigo, proclamé comte de Corse par le peuple à Biguglia, gouverna ensuite l'île pendant quatre ans, à l'exception de Calvi, de Bonifacio, du château de San Colombano, et de toute la seigneurie des Da Mare.
- 1385 - La Maona se brouille avec Arrigo, le combat mais doit capituler. Maître de presque toute la Corse durant douze années, Arrigo est vaincu par Gênes en 1397. Il meurt en 1401.
- 1410 - Vincentello d'Istria, soutenu par l'Aragon, se fait proclamer comte de Corse, puis vice-roi en 1418 par le peuple à Biguglia.
- 1453 - Gênes inféode la Corse à l'Office de Saint Georges et impose la construction de tours littorales pour rassurer la population des villages côtiers sans cesse attaquée par les Barbaresques.
- 1530 - Le Cap comptait 10 tours et 30 en 1730. La tour de Farinole sera élevée en 1562, financée par un impôt collecté auprès des villageois.

### Temps modernes
De 1583 à 1590, alors que famine et peste régnaient en Corse, les Barbaresques razzient les côtes de l'île, enlèvent des personnes pour en faire des esclaves ; de très nombreux villages sont abandonnés ou ruinés. Parmi eux, Marianda di Farinole.
- 1730 - 21 février, Pinelli[Note 5]  apprend que Feringule, Patrimoniu, San Fiurenziu et Algaiola sont assiégés et que Corti et Ruglianu sont tombés aux mains des Corses. Il écrit à Mgr Gaetano Aprosio, évêque du Nebbiu, pour lui demander d'intervenir auprès des assiégeants de San Fiurenzu auxquels il adresse également le P. Orsu Paulu Casabianca.
- 1730 - Mars, le gouverneur concède 100 fusils aux gens de Lota qui ont pris parti pour la République. Il arme de la même façon le Nebbio, principalement Feringule et Patrimoniu sous la garantie des nobles Stefanini et Calvelli, puis Barbaghju, Santu Petru, Vallecalle et Nonza.
- 1757 - Pascal Paoli contrôle presque tout le Cap Corse. Sous Pascal Paoli, la marine de Feringule est utilisée. Un chantier naval « u scalu vechju » s'y était développé pour la construction de galères.
- 1760 - 8 août, les Génois tentent, en vain, un débarquement à la plage de Feringule.
- 1768 - 1er août, après deux jours de durs combats et de lourdes pertes, les Français s'emparent de Patrimonio et Barbaggio. Le 5 août, M. de Grandmaison, maréchal de Camp, s'empare de Feringule et Louis-Charles comte de Marbeuf, commandant en chef, occupe Erbalonga. Le 26 août, les Corses capitulent. Le Cap Corse est réuni au royaume de France, avant le reste de l'île, et passe sous administration militaire française.
- 1789 - La Corse appartient au royaume de France. Farinole se trouve dans la juridiction royale du Nebbio.
- 1790 -  Avec la Révolution française est créé le département de Corse avec Bastia comme préfecture. Les anciennes communautés ou paroisses prennent le nom de communes. Le 12 juillet, les cinq diocèses de la Corse (Ajaccio, Aléria, Bastia, Mariana et Nebbio) sont ramenés à un seul.

- 1793 - En novembre eut lieu la bataille de Farinole, qui opposa des troupes paolistes, retranchées dans le couvent de Marianda, et des troupes républicaines commandées par le Conventionnel Lacombe-Saint-Michel. Celui-ci, victorieux, fera fusiller les chefs corses et brûler une partie du village[14].
- 1793 - An II. la Convention divise l'île en deux départements : El Golo (l'actuelle Haute-Corse) et Liamone (l'actuelle Corse-du-Sud) sont créés. L'ex-juridiction royale du Nebbio passe dans le district de Bastia ; celui-ci est partagé en cantons (ex-pievi), et le canton en communes. Farinole se trouve dans le canton de San Fiorenzo, dans le district de Bastia et dans le département de El Golo.
- 1801 - Sous le Consulat[Note 6], la commune garde le nom de Farinole, est toujours dans le canton de San Fiorenzo, dans l'arrondissement de Bastia et le département d'El Golo.
- 1811 - Les départements d'El Golo et du Liamone sont fusionnés pour former le département de Corse.
- 1828 - Farinole passe dans le canton de Saint-Florent[15].

### Époque contemporaine
- 1954 - Les communes de Barbaggio, Farinole, Saint-Florent et Patrimonio composent le canton de Saint-Florent.
- 1973 - De nouveaux cantons sont créés. Le canton de la Conca-d'Oro (chef-lieu Oletta) est créé avec la fusion imposée des anciens cantons d'Oletta et de Saint-Florent.
- 1975, la Corse est à nouveau partagée en deux départements. Farinole se trouve dans celui de Haute-Corse.

## Politique et administration

### Liste des maires
| Période                                  | Période  | Identité       | Étiquette | Qualité  |
| ---------------------------------------- | -------- | -------------- | --------- | -------- |
| mars 2008                                | En cours | Ange Cherubini | DVG       | Dentiste |
| Les données manquantes sont à compléter. |          |                |           |          |

## Population et société

### Démographie
L'évolution du nombre d'habitants est connue à travers les recensements de la population effectués dans la commune depuis 1800. Pour les communes de moins de 10 000 habitants, une enquête de recensement portant sur toute la population est réalisée tous les cinq ans, les populations de référence des années intermédiaires étant quant à elles estimées par interpolation ou extrapolation. Pour la commune, le premier recensement exhaustif entrant dans le cadre du nouveau dispositif a été réalisé en 2007.

En 2022, la commune comptait 236 habitants, en évolution de +8,76 % par rapport à 2016 (Haute-Corse : +5,15 %, France hors Mayotte : +2,11 %).
| 1800 | 1806 | 1821 | 1831 | 1836 | 1841 | 1846 | 1851 | 1856 |
| ---- | ---- | ---- | ---- | ---- | ---- | ---- | ---- | ---- |
| 461  | 479  | 505  | 538  | 522  | 550  | 568  | 583  | 611  |

| 1861 | 1866 | 1872 | 1876 | 1881 | 1886 | 1891 | 1896 | 1901 |
| ---- | ---- | ---- | ---- | ---- | ---- | ---- | ---- | ---- |
| 601  | 572  | 601  | 566  | 590  | 544  | 558  | 523  | 508  |

| 1906 | 1911 | 1921 | 1926 | 1931 | 1936 | 1946 | 1954 | 1962 |
| ---- | ---- | ---- | ---- | ---- | ---- | ---- | ---- | ---- |
| 529  | 513  | 397  | 510  | 534  | 516  | 253  | 206  | 127  |

| 1968 | 1975 | 1982 | 1990 | 1999 | 2006 | 2007 | 2012 | 2017 |
| ---- | ---- | ---- | ---- | ---- | ---- | ---- | ---- | ---- |
| 121  | 131  | 148  | 176  | 179  | 206  | 210  | 203  | 228  |

| 2022 | - | - | - | - | - | - | - | - |
| ---- | - | - | - | - | - | - | - | - |
| 236  | - | - | - | - | - | - | - | - |

### Enseignement
L'école primaire publique la plus proche se situe à Santa Maria (Patrimonio), la commune voisine. Le Collège le plus proche se situe à Saint- Florent et les lycées les plus proches sont situés à Bastia, Montesoro, distant de 18 km par le col de Teghime.

### Santé
Les cabinets de médecins les plus proches sont situés à Saint-Florent et à Bastia, villes respectivement distantes de 12 km et 18 km. Le Centre hospitalier général de Bastia est distant de 17 km. Plusieurs cliniques se trouvent aussi à Bastia. Deux pharmacies sont à Saint-Florent. Des infirmiers sont installés à Patrimonio ; des masseurs-kinésithérapeutes se trouvent à Saint-Florent.

### Cultes
La paroisse Église Saint-Côme-et-Saint-Damien relève du diocèse d'Ajaccio.

### Manifestations culturelles et festivités
- Le 26 septembre sont fêtés Côme et Damien les saints patrons de la commune.

## Économie
Peu d'activités économiques dans cette commune faiblement habitée mais qui ne manque pas d'attraits touristiques. Un restaurant et un camping sont installés au bord de la Marine de Farinole.
La viticulture est l'autre secteur économique de Farinole qui se trouve dans la zone d'appellation contrôlée A.O.C. Patrimonio. Depuis la fermeture du Domaine de Catarelli en 2025, le village ne compte plus que le Domaine Sylvain Paoli. La commune est située sur la Route des Vins (Strada Vinaghjola).

## Culture locale et patrimoine

### Lieux et monuments

#### Église Saint-Côme et Saint-Damien

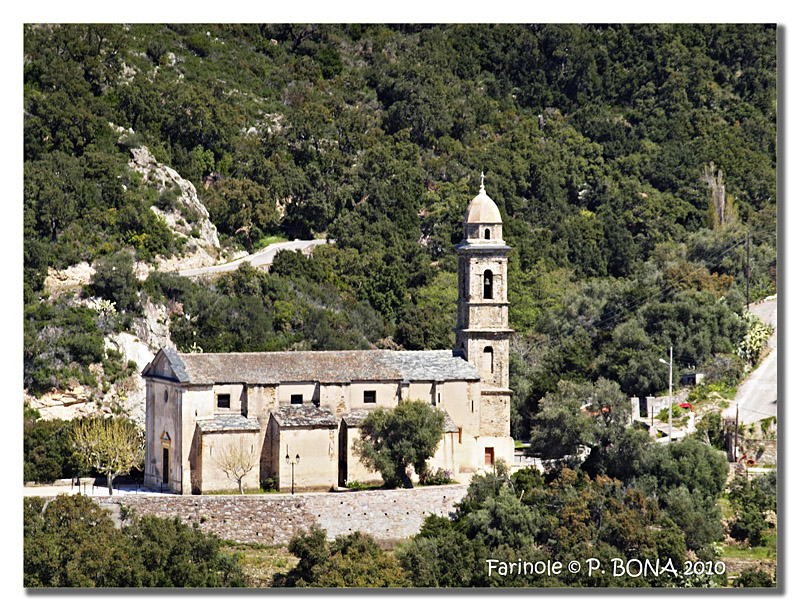
Église Saint-Côme-et-Saint-Damien.

L'église paroissiale Saint-Côme-et-Saint-Damien du XVIIe siècle est située en contrebas du hameau de Bracolaccia.

#### Ancien couvent de Marianda

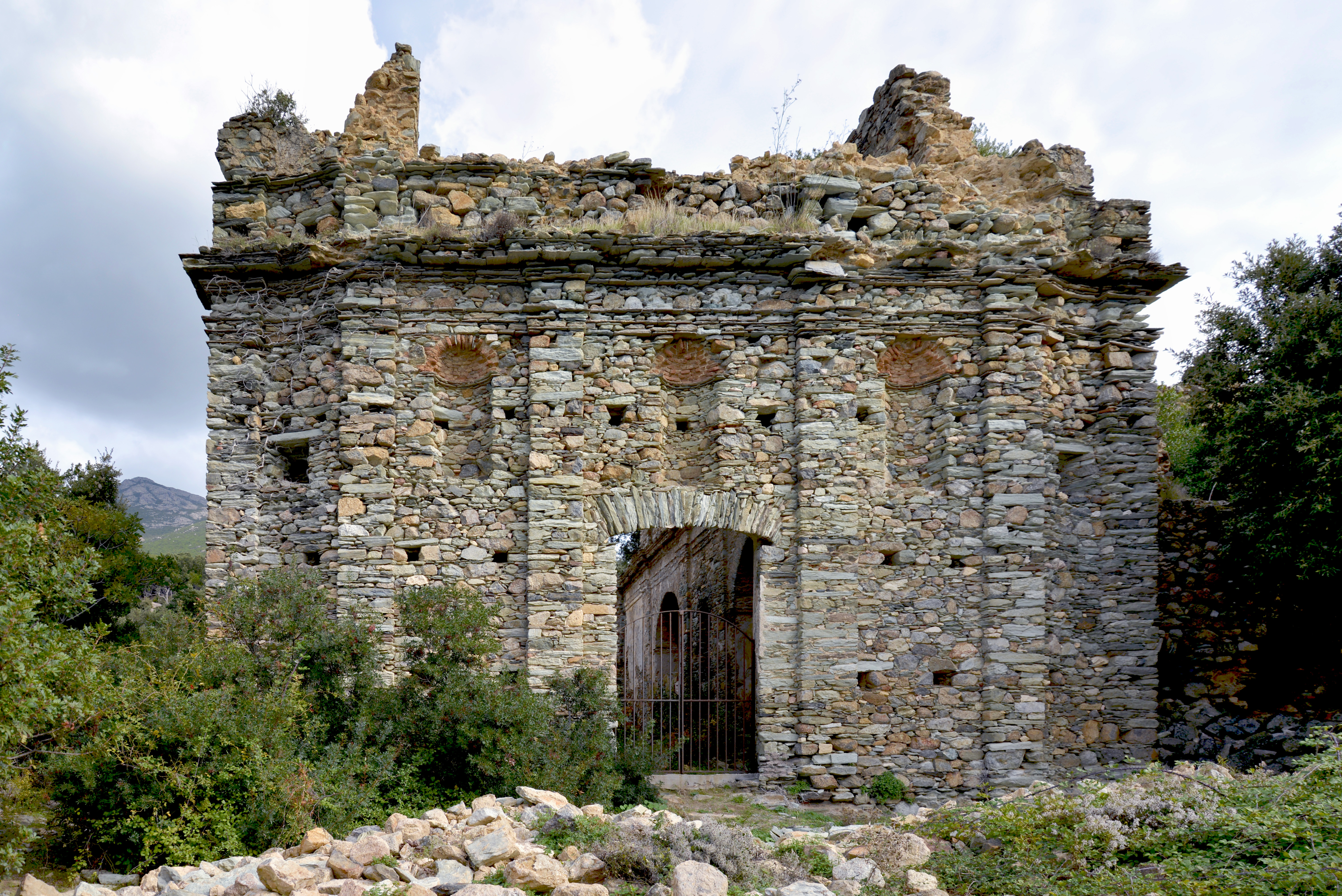
Ruines de l'ancien couvent de Marianda.

Le couvent de Marianda est situé au lieu-dit « Cunventu », à 280 m d'altitude au-dessus de la route D 333, au sud de la commune. Ruiné, il avait été fondé en 1606 et achevé en 1750 par les moines Franciscains. Il avait été financé par les dons et legs des trois communes de Barbaggio, Farinole et Patrimonio. Il a été ravagé par les Barbaresques entre 1583 à 1590 et abandonné. Les raids fort nombreux des pirates sur les côtes de l'île dureront pendant près de trois siècles. Un sentier, l'ancien chemin de Patrimonio à Farinole encore porté au cadastre, permet d'y accéder depuis la route D 333. L'édifice reste néanmoins interdit en raison des risques et de chutes de pierres et d'effondrement.
La cloche fondue et coulée en 1650 à Gênes, se trouve aujourd'hui dans le clocher de l'église Saint-Martin de Patrimonio. Le couvent comprenait sept chapelles ; il a hébergé jusqu'à vingt moines.
Une association pour la sauvegarde du patrimoine de Farinole a été récemment créée en vue de la consolidation des vestiges.

#### Chapelle San Jacintu
Cette chapelle ruinée, est située à 1 092 m d'altitude, au plus haut du village et au nord de la commune.

#### Tour de Farinole

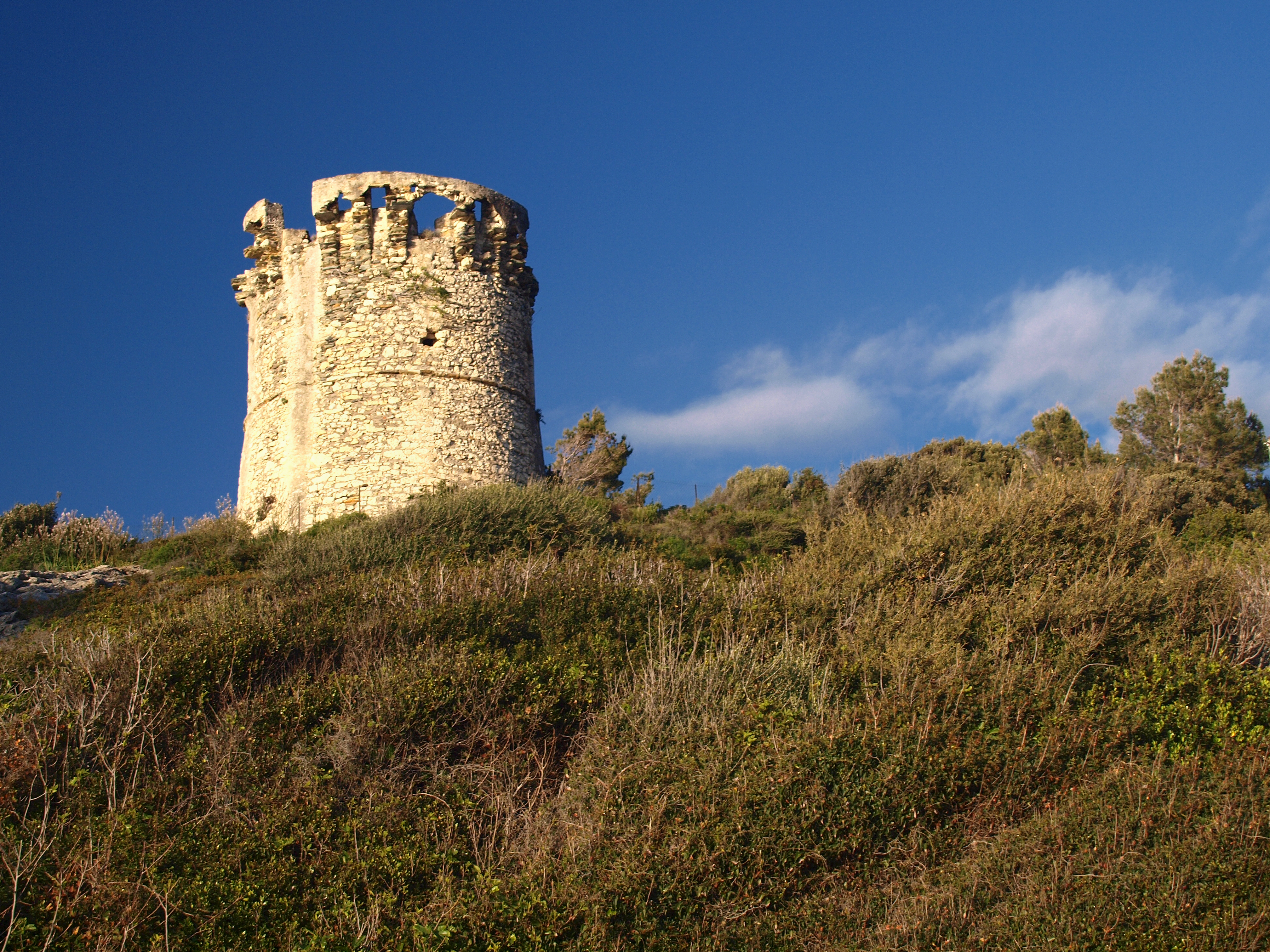
Tour génoise datée de 1562.

La tour génoise, de forme ronde comme la plupart des tours du littoral de Corse, se trouve au nord de la marine de Farinole. Sa construction avait été imposée par Gênes. Financée par un impôt collecté auprès des villageois, la tour de Farinole a été construite en 1562. C'était l'une des premières édifiées. La tour était placée en vue des tours de Vecchiaia au sud et de Negru au nord, de façon qu'un signal donné de l'une d'elles pouvait être aperçu de ses voisines. Pendant plusieurs siècles, ces tours ont servi à prévenir, à l'aide de feux, les habitants des côtes, des dangers qui les menaçaient et à leur donner refuge s'ils n'avaient point le temps de se réfugier à l'intérieur des terres.
Cet édifice fortifié, aujourd'hui propriété d'une personne privée, est protégé et inscrit au titre des M.H. depuis le 23/06/1993.

#### Maison-tour de Poggio
Cet édifice de base carrée, dit "tour pisane", date probablement du XVIe siècle. Il se trouve à Bracolaccia, tout en haut du hameau de Poggio (Poghju) et donne la vue sur la tour littorale par delà le vallon du ruisseau de Farinole. Restaurée, elle sert d'habitation.

#### Mines de fer de Farinole-Olmeta
Les mines de Farinole-Olmeta, connues depuis le XVe siècle, avaient fait l'objet de plusieurs tentatives de valorisation jusqu'au XVe siècle. De la concession accordée le 27 juin 1849, plus de 300 à 400 tonnes de minerai étaient disponibles sur le carreau en 1853. Productives en 1856, ces mines furent abandonnées quelques années plus tard. Malgré de nouvelles tentatives de réactivation du site minier, elles seront définitivement abandonnées dans les années 1920.

« Le minerai de fer est très abondant ; on peut en extraire beaucoup de la mine de Farinole, dans le Nebbio »

— Mgr Agostino Giustiniani in Description de la Corse - Traduction de l'Abbé Letteron in Histoire de la Corse Tome I p. 73.
À l'état de vestiges, les mines seront reprises à l'Inventaire général du patrimoine culturel.

#### Autres patrimoines civils
- Pont génois
- Nombreuses tombes (caveaux de famille) le long de la D 333, entre le village et la mer.

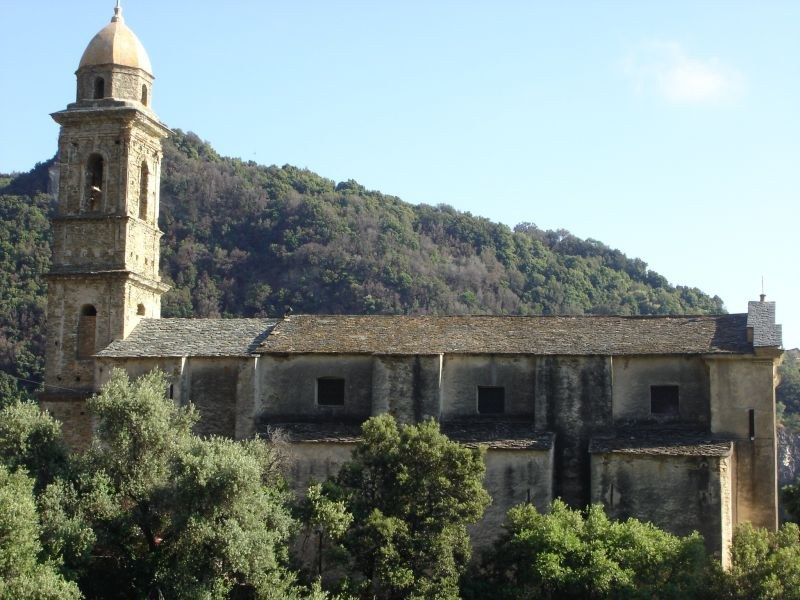
L'église Saint-Côme-et-Saint-Damien du village.
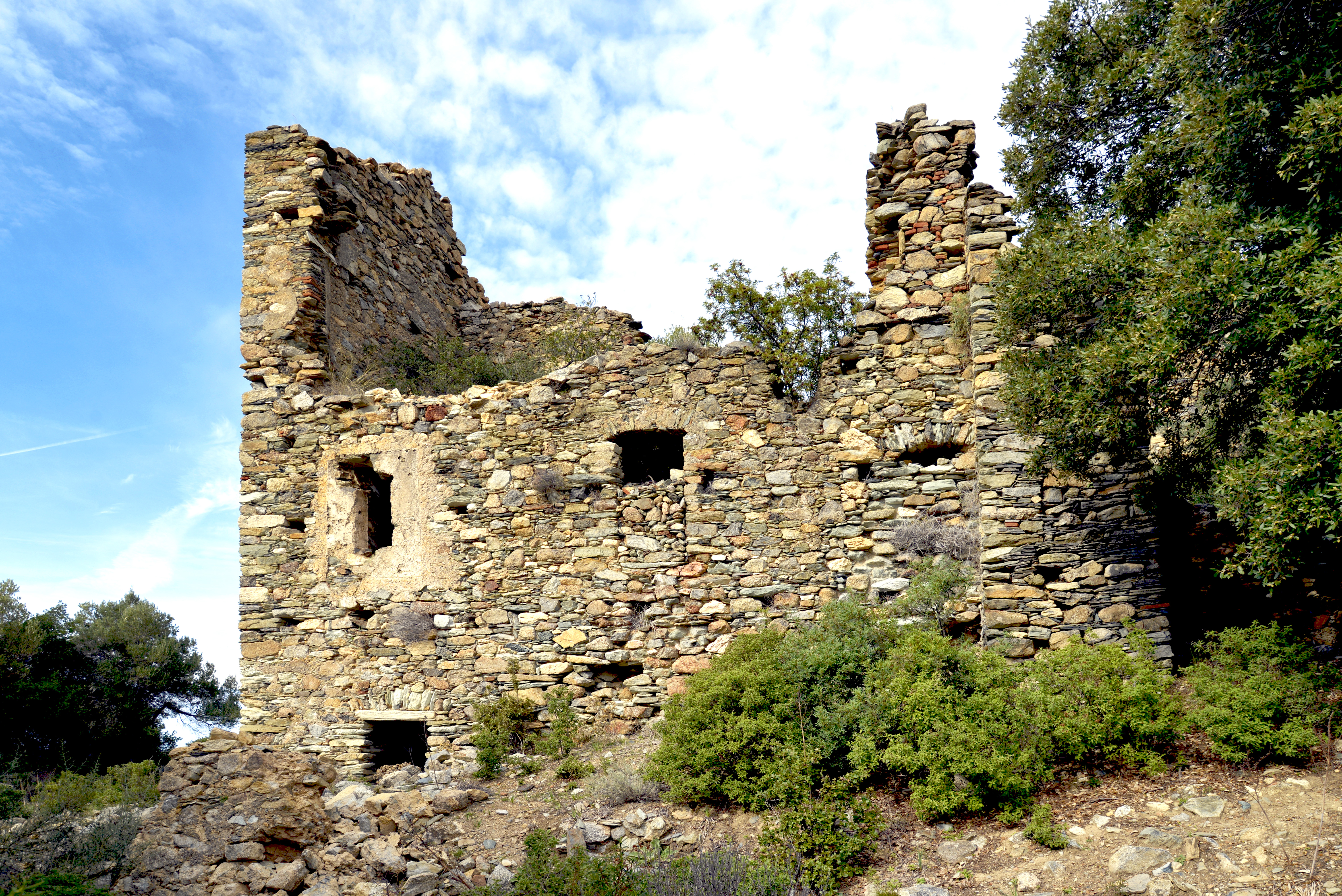
Bâtiment conventuel de Marianda en ruines.
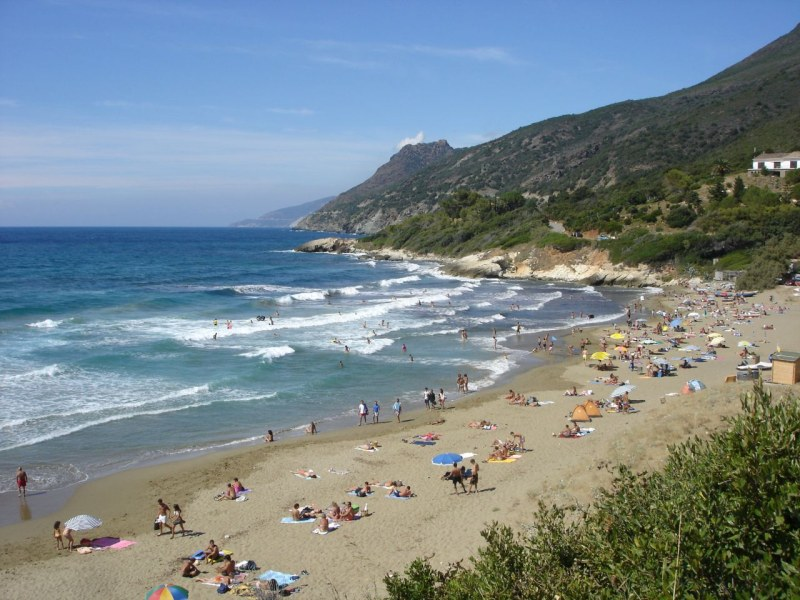
La plage de la Marine de Farinole.
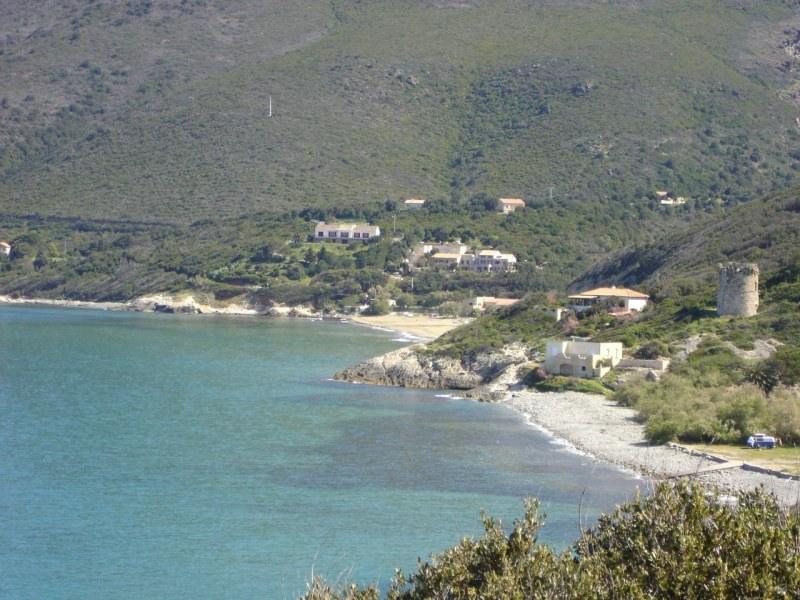
Marine de Farinole vue depuis le sud.
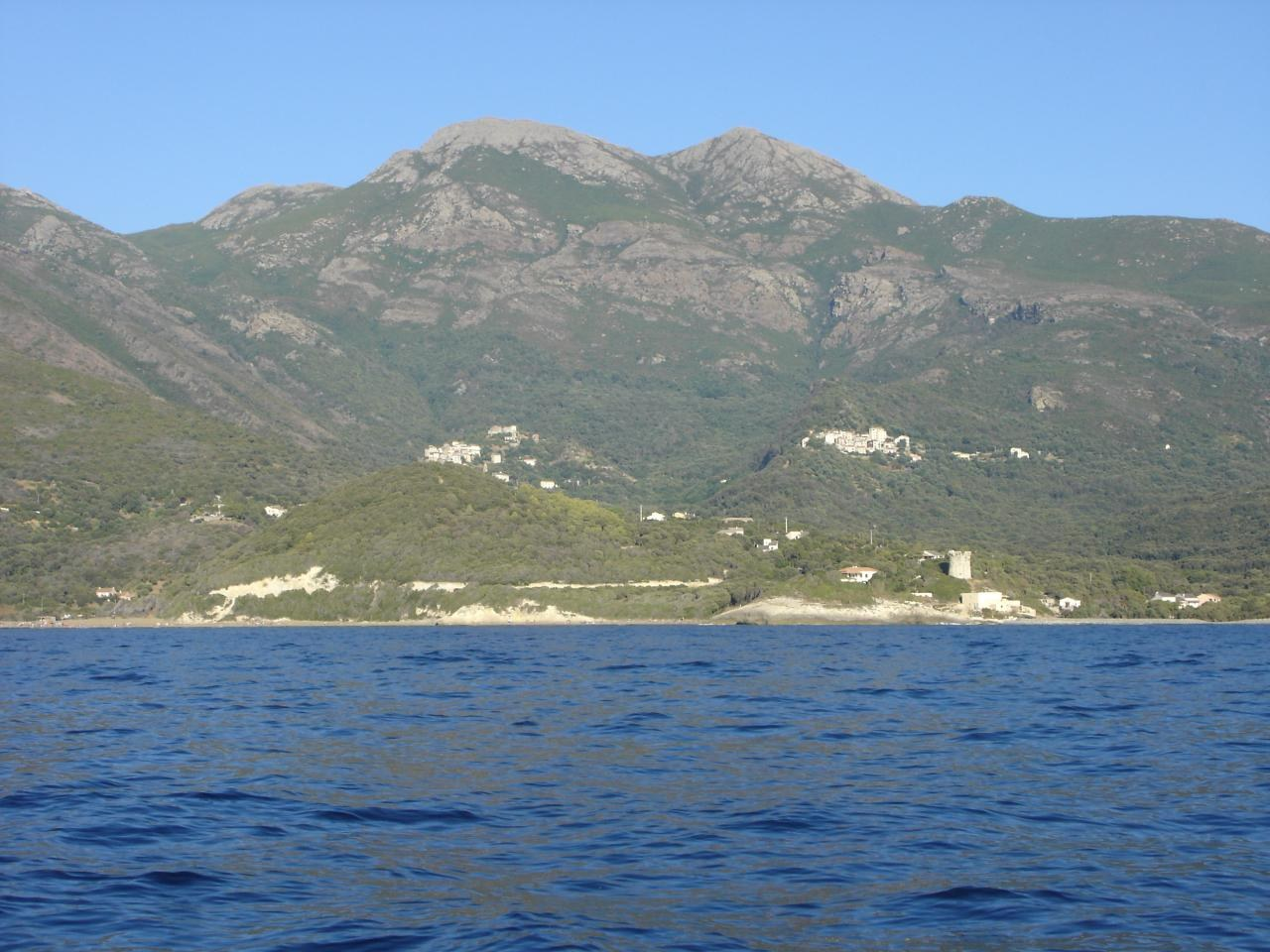
Farinole vue depuis la mer.

### Patrimoine naturel

#### ZNIEFF
Farinole est concernée par trois ZNIEFF de 2e génération :
Chênaies vertes du Cap Corse
La zone concerne les chênaies vertes s'étendant sur une superficie de 4 563 ha sur le territoire de 15 communes du Cap Corse, depuis la commune de Farinole, à la base du cap, jusqu'à la commune de Rogliano au nord-est et à la commune de Morsiglia au nord-ouest. Sur la commune de Farinole, en aval des crêtes de "Tuffone Niellu", la zone atteint une altitude maximale de 244 mètres et minimale de 27 mètres. La chênaie verte est située au sud-ouest du hameau de Sparagaggio. Elle est bordée à l'ouest par la route D 80, et à l'est par la D 333. Elle couvre le versant de la crête exposé au nord et un relief de collines culminant à 176 mètres. Elle recouvre un terrain calcaire, le même que celui de Saint-Florent.
Le ruisseau de "Campu Maggiore" la traverse. Le paysage qui l'entoure se compose de plaines viticoles. La chênaie remonte également les vallons "d'Ernaiolo" et de "Pianellu" en amont du hameau de "Bracolaccia".
Crêtes asylvatiques du Cap Corse
La zone d'une superficie de 6 387 ha, englobe la quasi-totalité de la crête centrale du Cap Corse. La limite sud de la ZNIEFF est identifiée par le col de Teghime commune de Barbaggio. Son intérêt réside en sa fonction d’habitat pour les populations animales et végétales. Elle comporte une faune et une flore classée comme déterminantes avec 25 espèces végétales, dont une colonie de reproduction de petit rhinolophe (Rhinolophus hipposideros), deux couples d’aigle royal (Aquila chrysaetos), et du lézard de Fitzinger (Algyroides fitzingeri).
Ponte Albino et abords
La zone correspond au fond de la basse vallée du Fium Albino et du versant calcaire qui le surplombe en rive gauche depuis "Ponte Albino". Ce petit cours d’eau se jette dans le golfe de Saint-Florent, en aval du lieu-dit « Ponte Albino ». Depuis ce lieu, la basse vallée du "Fium Albino" est surplombée par un versant escarpé composé de roche calcaire dont l’extrémité nord-ouest se termine dans la mer, à la « Punta di Saeta ». De part et d’autre de l’estuaire, la plage est composée de galets. Plus au nord-est, elle n’est plus composée que de sable. En rive droite la basse terrasse est largement exploitée pour la viticulture, tandis qu’en rive gauche les parcelles sont en friche.

### Personnalités liées à la commune
- Joseph-Marie Farinole (1789-1887) décédé à Bastia : général, officier du Royal Corse du roi de Naples, Joachim Murat, rentré en France en 1813 où il se couvrit de gloire. Gouverneur militaire de Bonifacio sous le Second Empire. Dernier chevalier de l'ordre de Saint-Louis. Il mourut sous la Troisième République. Il fut le beau-père de Vincent Benedetti[25].